# Molanna saetigera
Molanna saetigera är en nattsländeart som beskrevs av Wiggins 1968. Molanna saetigera ingår i släktet Molanna och familjen skivrörsnattsländor. Inga underarter finns listade i Catalogue of Life.